# Маршал Будённый
«Маршал Будённый» (так его назвали полтавчане) — бронепоезд (изделие) типа НКПС-42, действовавший на Юго-Западном фронте Великой Отечественной войны и формирование (бронепоезд) Автобронетанковых войск РККА Вооружённых Сил Союза ССР.
Построен в 1941 году на Полтавском паровозоремонтном заводе. С 18 августа по 4 сентября участвовал в обороне левого берега Днепра. Уничтожен в бою недалеко от станции Потоки. Расформирован 14 сентября 1941 года.

## История строительства

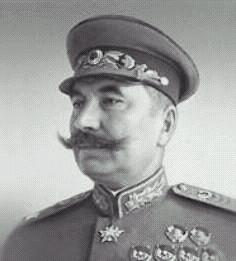
Маршал Будённый, в честь которого был назван бронепоезд

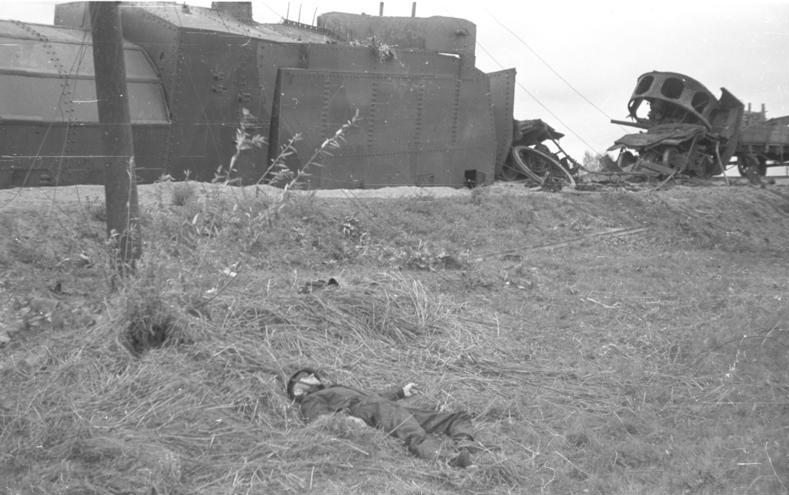
Бронепаровоз и разрушенная взрывом вторая бронеплощадка. 4 сентября 1941 года

20 июля 1941 Полтавский паровозоремонтный завод получил задание командования войсками Юго-Западного фронта в кратчайшие сроки построить бронепоезд. Сложность задачи заключалась в том, что завод не имел ни технической документации, ни опыта строительства броневых поездов. Две двухбашенные бронеплощадки были оборудованы на базе 60-тонных полувагонов. Каждая площадка была вооружена двумя 76-мм пушками Лендера и шестью пулемётами ДТ — четырьмя бортовыми и двумя в башнях
Из депо Гребёнка был доставлен паровоз серии О, который был переоборудован и укреплён (были усилены оси колёсных пар и букс, паровоз был обшит листами брони 30-мм и 50-мм толщины, на тендере в полубашне были установлены на зенитных станках 2 пулемёта Максим). В бронепоезд вошли также четыре контрольные платформы. 1 августа 1941 работы по строительству бронепоезда были завершены. Под командованием старшего батальонного комиссара П. С. Кривко бронепоезд прошёл испытания и стрельбу возле станции Кочубеевка. Формированием личного состава бронепоезда руководил начальник Полтавского тракторного училища полковник Садовский. Экипаж составил 104 человека, из них 50 человек — рабочие Полтавского паровозоремонтного завода. Командиром бронепоезда был назначен капитан Яблонский. 14 августа Садовский приказом по училищу объявил об окончании строительства бронепоезда, которому было присвоено название «Маршал Будённый» в честь советского военачальника маршала Семёна Михайловича Будённого.

## Боевой путь

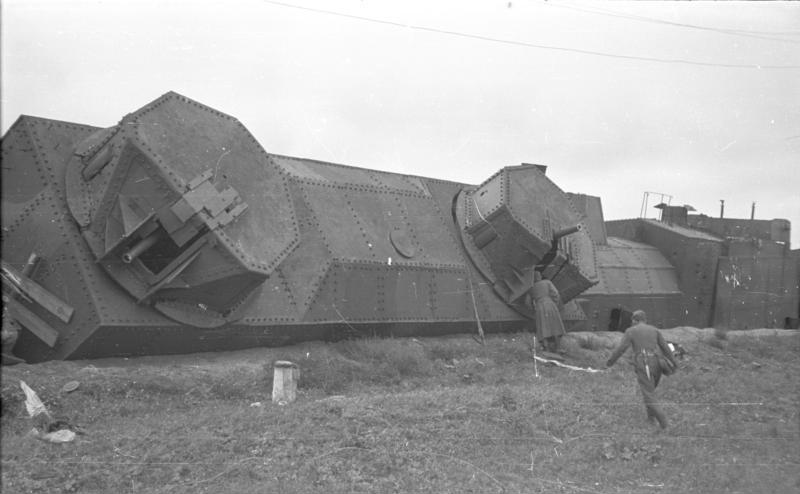
Первая бронеплощадка и бронепаровоз бронепоезда «Маршал Будённый после взрыва второй бронеплощадки». Немецкий архив.

18 августа 1941 года бронепоезд «Маршал Будённый» впервые выехал на боевое задание для пресечения налётов авиации противника на железнодорожном участке Кобеляки — Анновка и Галещина — Потоки. В боевую задачу входила противовоздушная оборона моста через реку Псёл у села Потоки, а также защита днепровских переправ в районе Кременчуга от немецких десантов. Ночью бронепоезд находился на станции Галещина, а днём патрулировал местность в районе моста. Ночью 21 августа бронепоезд принял на борт главнокомандующего Юго-Западным направлением маршала Советского Союза Будённого и сопровождающих его командиров, и двинулся через станцию Конград на Новомосковск. На станции Конград попал под авианалёт. В тот же день, во время бомбардировок авиацией врага Новомосковска бронепоезд участвовал в отводе из города поездов. Далее направился в Павлоград, где 23 августа вновь принял Будённого. Утром бронепоезд прибыл в Полтаву, в течение дня патрулировал участок Кобеляки — Потоки. В ночь с 30 на 31 августа немцы форсировали Днепр и развернули масштабное наступление на Полтаву. В течение трёх суток «Маршал Будённый» вёл артиллерийский огонь по позициям противника на северной окраине села Потоки. Вечером 4 сентября бронепоезд, прикрывавший до этого зенитным огнём части, разгружавшиеся на станции Анновка, получил приказ сопроводить взвод десантников до моста через реку Псёл для укрепления его обороны, после чего взять под контроль участок железной дороги от моста до станции Потоки и совместно с частями 300-й стрелковой дивизии оборонять подступы к Полтаве. При приближении к Потокам бронепоезд был обстрелян немецкой артиллерией, в результате чего была нарушена связь бронеплатформ с паровозом и командным пунктом. У входного семафора на станции состав нарвался на немецкую засаду — были подорваны пути, контрольная платформа и первая бронеплатформа были опрокинуты, а паровоз и тендер дали крен на левый бок. Из села Подлужье немцами был открыт шквальный артиллерийский и стрелковый огонь.

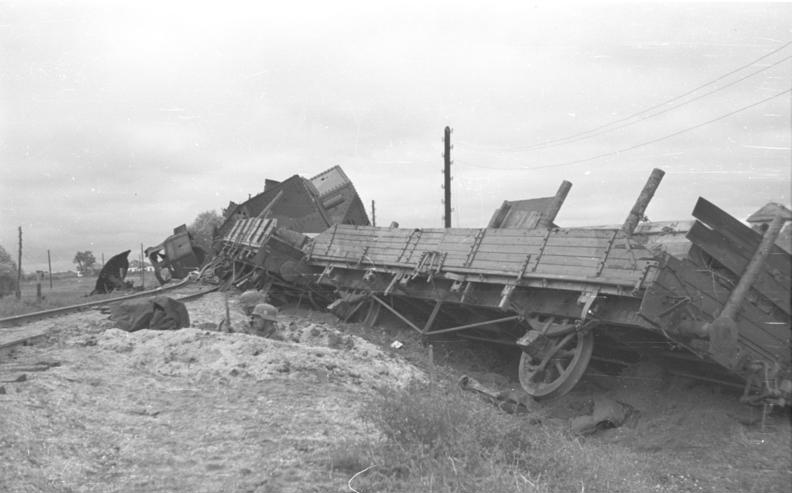
2 контрольных платформы и разрушенная взрывом вторая бронеплощадка бронепоезда «Маршал Будённый». Немецкий архив.

Первая платформа накренилась так, что орудия не могли стрелять, будучи направленными в землю. Оборону вела вторая платформа лейтенанта А. И. Козыря. Наводчик П. П. Андрущенко в первые минуты боя обнаружил вражеские артиллерийские позиции и прямой наводкой уничтожил два орудия. Сконцентрировав огонь на второй платформе, немцы предприняли попытку окружить повреждённый бронепоезд. Экипаж первой бронеплатформы отражал атаки винтовочным огнём и ручными гранатами. Пулемётчик тендерной зенитной установки В. В. Преображенский также вёл огонь, несмотря на крен рухнувшего тендера. Артиллеристы второй платформы уничтожила немецкую огнемётную установку. Бой продолжался более четырёх часов. После того, как противник поджёг вторую бронеплощадку, экипаж бронепоезда под покровом ночи оставил «Маршала Будённого». Когда бойцы отошли на 500 — 600 метров, взорвалась  вторая бронеплощадка (по одним данным бронепоезд взорван экипажем, по другим — взрыв произошёл в результате детонации снарядов второй бронеплощадки в результате пожара). Утром 5 сентября экипаж бронепоезда вышел к станции Галещина, откуда на дрезине был отправлен в Полтаву. 15 сентября 1941 года остатки экипажа прибыли в Харьков на переформирование. Тридцать членов команды «Маршала Будённого» были включены в состав экипажа бронепоезда «За Родину!».

## Память
На месте братской могилы солдат бронепоезда «Маршал Будённый» 4 ноября 1956 года был установлен памятный знак с надписью «Вечная память добровольцам-железнодорожникам бронепоезда „Маршал Будённый“, погибшим в боях за Родину 4.09.1941. Сергиенко В. М., Чагин Я. И., Ромашов М. А., Гнипа ?. ?., Муха А. Ф.». Фамилии погибших членов экипажа бронепоезда занесены на мраморные доски памятника воинам-рабочим ПТРЗ, погибшим на фронтах Гражданской и Великой Отечественной войн, установленного в 1969 году на территории Полтавского паровозоремонтного завода. В музее завода хранятся фотографии участников боевых действий и макет бронепоезда.